# 1852
| [ Edytuj tabelę ]              | |
| Król Polski (tytularny)        | - 1831 Mikołaj I Romanow 1855 |
| Emir Afganistanu               | - 1842 Dost Mohammad Chan 1863 |
| Współksiążęta Andory           | - 1848 Karol Ludwik Napoleon Bonaparte 1870 |
| Prezydent Argentyny            | - 1835 gen. Juan Manuel de Rosas 1852 - 1852 Vicente López y Planes 1852 - 1852 gen. Justo José de Urquiza 1860                                 |
| Cesarz Austrii                 | - 1848 Franciszek Józef I 1916 |
| Król Bawarii                   | - 1848 Maksymilian II 1864 |
| Król Belgów                    | - 1831 Leopold I 1865 |
| Premier Belgii                 | - 1847 Charles Rogier 1852 - 1852 Henri de Brouckère 1855                                                                                       |
| Prezydent Boliwii              | - 1848 Manuel Isidoro Belzu 1855 |
| Cesarz Brazylii                | - 1831 Pedro II 1889 |
| Sułtan Brunei                  | - 1829 Omar Ali Saifuddin II 1852 - 1852 Abdul Momin 1885                                                                                       |
| Prezydent Chile                | - 1851 Manuel Montt 1861 |
| Cesarz Chin                    | - 1850 Xianfeng 1861 |
| Król Czech                     | - 1848 Franciszek Józef I 1916 |
| Król Danii                     | - 1848 Fryderyk VII 1863 |
| Premier Danii                  | - 1848 Adam Wilhelm Moltke 1852 - 1852 Christian Albrecht Bluhme 1853                                                                           |
| Dalajlama                      | - 1838 Khedrub Gjaco 1856 |
| Prezydent Dominikany           | - 1849 Buenaventura Báez 1853 |
| Władca Egiptu                  | - 1849 Abbas I 1854 |
| Prezydent Ekwadoru             | - 1851 José María Urbina 1856 |
| Prezydent Francji              | - 1848 Karol Ludwik Napoleon Bonaparte 1852 |
| Cesarz Francuzów               | - 1852 Napoleon III 1870 |
| Król Grecji                    | - 1831 Otton I 1862 |
| Prezydent Gwatemali            | - 1851 Rafael Carrera y Turcios 1865 |
| Cesarz Haiti                   | - 1849 Faustyn I 1859 |
| Król Hawajów                   | - 1824 Kamehameha III 1854 |
| Król Hiszpanii                 | - 1833 Izabela II 1868 |
| Król Holandii                  | - 1849 Wilhelm III 1890 |
| Premier Holandii               | - 1849 Johan Rudolph Thorbecke 1853 |
| Prezydent Hondurasu            | - 1847 Juan Lindo 1852 - 1852 José Francisco Gómez y Argüelles (p.o.) 1852 - 1852 José Trinidad Cabañas 1855                                    |
| Szach Iranu                    | - 1848 Naser ad-Din Szah 1896 |
| Państwo Wielkich Mogołów       | - 1837 Bahadur Szah II 1858 |
| Król Irlandii                  | - 1837 Wiktoria Hanowerska 1901 |
| Cesarz Japonii                 | - 1846 Kōmei 1866 |
| Kalif                          | - 1839 Abdülmecid I 1861 |
| Emir Kataru                    | - 1847 Muhammad ibn Sani 1878 |
| Prezydent Kolumbii             | - 1849 José Hilario López 1853 |
| Patriarcha Konstantynopola     | - 1848 Antym IV 1852 - 1852 German IV 1853 |
| Prezydent Kostaryki            | - 1849 Juan Rafael Mora Porras 1859 |
| Emir Kuwejtu                   | - 1814 Dżabir I 1859 |
| Prezydent Liberii              | - 1848 Joseph Jenkins Roberts 1856 |
| Książę Liechtensteinu          | - 1836 Alojzy II 1858 |
| Wielki książę Luksemburga      | - 1849 Wilhelm III 1890 |
| Premier Luksemburga            | - 1848 Jean-Jacques Willmar 1853 |
| Sułtan Maroka                  | - 1822 Abd ar-Rahman 1859 |
| Prezydent Meksyku              | - 1851 Mariano Arista 1853 |
| Książę Monako                  | - 1841 Florestan I 1856 |
| Król Nawarry                   | - 1848 Napoleon I 1870 |
| Król Nepalu                    | - 1847 Surendra 1881 |
| Premier Nepalu                 | - 1846 Jang Bahadur Rana 1856 |
| Król Norwegii                  | - 1844 Oskar I 1859 |
| Sułtan Omanu                   | - 1807 Sa’id ibn Sultan 1856 |
| Papież                         | - 1846 Pius IX 1878 |
| Prezydent Paragwaju            | - 1844 Carlos Antonio López 1862 |
| Książę Parmy i Piacenzy        | - 1849 Karol III 1854 |
| Prezydent Peru                 | - 1851 José Rufino Echenique 1855 |
| Król Portugalii                | - 1834 Maria II 1853 - 1837 Ferdynand II Koburg (król iure uxoris) 1853                                                                         |
| Król Prus                      | - 1840 Fryderyk Wilhelm IV 1861 |
| Car Rosji                      | - 1825 Mikołaj I 1855 |
| Król Saksonii                  | - 1836 Fryderyk August II Wettyn 1854 |
| Prezydent Salwadoru            | - 1851 Francisco Dueñas (p.o.) 1852 - 1852 José María San Martín (p.o.) 1852 - 1852 Francisco Dueñas 1854                                       |
| Kapitanowie Regenci San Marino | - 1851 Domenic' Antonio Bartolotti Antonio Para 1852 - 1852 Melchiorre Filippi Pietro Righi 1852 - 1852 Filippo Belluzzi Gaetano Simoncini 1853 |
| Książę Serbii                  | - 1842 Aleksander Karadziordziewić 1858 |
| Król Sardynii                  | - 1849 Wiktor Emanuel II 1861 |
| Prezydent Szwajcarii           | - 1852 Jonas Furrer 1852 |
| Król Szwecji                   | - 1844 Oskar I 1859 |
| Król Tajlandii                 | - 1851 Mongkut 1868 |
| Sułtan Turków                  | - 1839 Abdülmecid I 1861 |
| Prezydent Urugwaju             | - 1843 Joaquín Suárez (p.o.) 1852 - 1852 Bernardo Berro (p.o.) 1852 - 1852 Juan Francisco Giró 1853                                             |
| Prezydent USA                  | - 1850 Millard Fillmore 1853 |
| Prezydent Wenezueli            | - 1851 José Gregorio Monagas 1855 |
| Król Węgier                    | - 1848 Franciszek Józef I 1916 |
| Monarcha Wielkiej Brytanii     | - 1837 Wiktoria 1901 |
| Premier Wielkiej Brytanii      | - 1852 Edward Stanley 1852 - 1852 George Hamilton-Gordon 1855                                                                                   |
| Cesarz Wietnamu                | - 1847 Tự Đức 1883 |

Rok 1852 / MDCCCLII
stulecia: XVIII wiek ~
XIX wiek ~
XX wiek

dziesięciolecia:
1820–1829 •
1830–1839 •
1840–1849 •
1850–1859
• 1860–1869
• 1870–1879
• 1880–1889

lata: 1842 «
1847 «
1848 «
1849 «
1850 «
1851 «
1852
» 1853
» 1854
» 1855
» 1856
» 1857
» 1862

## Wydarzenia w Polsce
- 17 lipca – do Gdańska wjechał pierwszy pociąg. Miasto zostało połączone linią kolejową z Tczewem.
- 18 lipca – spłonęła Stara Synagoga w Kaliszu.
- 6 sierpnia − Gdańsk uzyskał połączenie kolejowe z Bydgoszczą (otwarto 1-torową 127,6 km linię Bydgoszcz-Tczew).

- Wynalezienie lampy naftowej przez Ignacego Łukasiewicza.
- Epidemia cholery w Królestwie Polskim.
- w budynkach poklasztornych na Świętym Krzyżu umieszczono Instytut Księży Zdrożnych w celu przetrzymywania przedstawicieli kleru skazanych za różne przestępstwa i wykroczenia[1].

## Wydarzenia na świecie
- 3 stycznia – pierwsi chińscy robotnicy-emigranci przybyli na Hawaje.
- 4 stycznia – na Atlantyku, 150 km na południowy zachód od Wysp Scilly w trakcie swego dziewiczego rejsu z Southampton do Indii Zachodnich eksplodował i zatonął brytyjski parowiec RMS „Amazon”; zginęło 104 pasażerów i członków załogi.
- 17 stycznia – podpisano Konwencję rzeki Sand, w której Wielka Brytania uznała niepodległość burskiego Transwalu.
- 3 lutego – wojna urugwajska: koalicja brazylijsko-urugwajska odniosła zwycięstwo nad armią argentyńską w bitwie pod Caseros.
- 17 lutego (5 lutego wg kalendarza juliańskiego) – zbiory Ermitażu zostały udostępnione publiczności.
- 23 lutego – w Wielkiej Brytanii powstał pierwszy rząd lorda Derby.
- 26 lutego – brytyjski okręt wojenny HMS „Birkenhead” rozbił się na skałach u wybrzeży południowej Afryki. Spośród będących na pokładzie 638 osób, uratowało się 193.
- 13 marca – utworzono Księstwo Czarnogóry.
- 17 marca – włoski astronom Annibale de Gasparis odkrył planetoidę (16) Psyche.
- 20 marca – pierwsze książkowe wydanie traktującej o życiu niewolników w USA powieści Chata wuja Toma amerykańskiej pisarki Harriet Beecher Stowe.
- 17 kwietnia – niemiecki astronom Robert Luther odkrył planetoidę (17) Thetis.
- 24 kwietnia – Ludwik II został wielkim księciem Badenii.
- 1 maja:
  - zwodowano francuski okręt liniowy „Napoléon”.
  - biskup Philibert de Bruillard założył Zgromadzenie Księży Misjonarzy Saletynów.
- 24 września – Paryż: inż. Henri Jules Giffard wzniósł się na wysokość 1800 m i pokonał 27. kilometrową trasę na pierwowzorze sterowca własnej konstrukcji o napędzie parowym.
- 11 października – zainaugurował działalność Uniwersytet w Sydney, najstarsza uczelnia wyższa w Australii.
- 2 listopada – na prezydenta USA został wybrany Franklin Pierce.
- 4 listopada – Camillo Benso di Cavour został premierem Piemontu.
- 2 grudnia – proklamowanie II Cesarstwo Francuskie. Ludwik Napoleon przyjął tytuł cesarza Napoleona III.
- 15 grudnia – brytyjski astronom John Russell Hind odkrył planetoidę Thalia.
- 19 grudnia – George Hamilton-Gordon został premierem Wielkiej Brytanii.
- bunt w Kautokeino w Norwegii.

## Urodzili się
- 10 stycznia – Wilhelm Kloske, biskup pomocniczy archidiecezji gnieźnieńsko-poznańskiej (zm. 1925)
- 12 stycznia – Joseph Joffre, marszałek Francji, naczelny wódz armii francuskiej w czasie I wojny światowej (zm. 1931)
- 22 stycznia – Remigiusz Isoré, misjonarz, męczennik, święty katolicki (zm. 1900)
- 28 stycznia – George Louis Wellington, amerykański polityk, senator ze stanu Maryland (zm. 1927)
- 29 stycznia – Kazimierz Morawski, polski filolog klasyczny, historyk (zm. 1925)
- 6 lutego – Wasilij Safonow, rosyjski pianista, dyrygent i pedagog (zm. 1918)
- 13 lutego – John Dreyer, duński astronom (zm. 1926)
- 15 lutego – Samuel Goldflam, polski internista i neurolog (zm. 1932)
- 16 lutego – Charles Taze Russell, amerykański kaznodzieja, twórca ruchu Badaczy Pisma Świętego (zm. 1916)
- 28 lutego – Antoni Maria Schwartz, austriacki pijar, błogosławiony katolicki (zm. 1929)
- 16 marca – Gentarō Kodama, japoński generał, gubernator generalny Tajwanu (zm. 1906)
- 11 kwietnia – Leon Wyczółkowski, polski malarz i grafik (zm. 1936)
- 12 kwietnia – Ferdinand Lindemann, niemiecki matematyk (zm. 1939)
- 15 kwietnia – Józef Freinademetz, włoski werbista, misjonarz, święty katolicki (zm. 1908)
- 22 kwietnia – Wilhelm IV, wielki książę Luksemburga (zm. 1912)
- 1 maja – Calamity Jane, amerykańska pionierka Dzikiego Zachodu, rewolwerowiec (zm. 1903)
- 4 maja - Alice Liddell, Angielka, pierwowzór postaci Alicji z Alicji w krainie czarów Lewisa Carrolla (zm. 1934)
- 11 maja – Charles Warren Fairbanks, amerykański polityk, wiceprezydent Stanów Zjednoczonych (zm. 1918)
- 13 maja:
  - Alfred von Conrad, niemiecki polityk (zm. 1914)
  - Leopoldyna Leszczyńska, polska posiadaczka ziemska (zm. 1929)
- 14 maja:
  - Zofia Chlebowska, polska nauczycielka, działaczka oświatowa (zm. 1932)
  - Edmund Jelinek, austriacki chirurg (zm. 1928)
  - Alton B. Parker, amerykański prawnik, sędzia, polityk (zm. 1926)
  - Jan Żarnowski, polski działacz państwowy, prezes NIK (zm. 1926)
- 18 maja:
  - Gertrude Käsebier, amerykańska fotografka, portrecistka (zm. 1934)
  - Icchok Lejb Perec, polsko-żydowski pisarz, adwokat, działacz społeczny (zm. 1915)
- 28 maja – Józefa Hendrina Stenmanns, współzałożycielka werbistek, błogosławiona katolicka (zm. 1903)
- 25 czerwca – Antoni Gaudí, architekt hiszpański, twórca m.in. słynnego kościoła Sagrada Família w Barcelonie (zm. 1926)
- 19 lipca – Meta Janitzek, górnośląska pisarka (zm. 1927)[2]
- 26 lipca – Anna Lewicka z Lewickich, polska pisarka, dziennikarka (zm. 1932)
- 30 sierpnia – Jacobus Henricus van ’t Hoff, holenderski chemik, laureat pierwszej Nagrody Nobla (zm. 1911)
- 11 września – Aleksander Bantkie-Stężyński, polski inżynier chemik, polityk, prezydent Częstochowy (zm. 1930)
- 30 września – Charles Villiers Stanford, brytyjski kompozytor, dyrygent i pedagog (zm. 1924)
- 2 października:
  - William Ramsay, brytyjski chemik i fizyk, w 1904 laureat Nagrody Nobla w dziedzinie chemii (zm. 1916)
  - Maria od Jezusa Santocanale, włoska zakonnica, błogosławiona katolicka (zm. 1923)
- 6 października – Bruno Abdank-Abakanowicz, polski wynalazca (zm. 1900)
- 18 października – Adam Wolański, polski ziemianin, numizmatyk (zm. 1933)
- 7 listopada – Fritz Scheel, niemiecki dyrygent i skrzypek (zm. 1907)
- 15 listopada – Isabel Ferrer Sabria, hiszpańska błogosławiona katolicka (zm. 1936)
- 21 listopada – Francisco Tárrega, hiszpański gitarzysta i kompozytor (zm. 1909)
- 28 listopada – Helena Maria Stollenwerk, niemiecka werbistka, błogosławiona katolicka (zm. 1900)
- 5 grudnia – Jan Pindór, polski pastor, działacz narodowy, tłumacz (zm. 1924)
- 19 grudnia – Albert Abraham Michelson, amerykański fizyk, laureat Nagrody Nobla (zm. 1931)

data dzienna nieznana: 
- Tadeusz Ajdukiewicz, polski malarz (zm. 1916)
- Bronisław Gustawicz, polski krajoznawca, taternik, przyrodnik, członek Komisji Fizjograficznej i Antropologicznej Akademii Umiejętności (zm. 1916)
- Aleksander Messyng, polski poeta, dziennikarz i literat
- Alfred de Bréanski, brytyjski malarz polskiego pochodzenia, pejzażysta

## Zmarli
- 6 stycznia – Louis Braille, francuski pedagog, twórca systemu pisma dotykowego dla niewidomych (ur. 1809)
- 24 stycznia – Ján Kollár, słowacki duchowny luterański, poeta, publicysta, archeolog, językoznawca; ideolog panslawizmu i słowackiego odrodzenia narodowego (ur. 1793)
- 25 lutego – Thomas Moore, irlandzki poeta i pisarz (ur. 1779)
- 27 lutego – Joseph Drechsler, austriacki kompozytor, dyrygent i organista pochodzenia czeskiego (ur. 1782)
- 3 marca – Teresa Eustochio Verzeri, włoska zakonnica, święta katolicka (ur. 1801)
- 4 marca – Nikołaj Gogol, pisarz rosyjski (ur. 1809)
- 24 kwietnia – Leopold, wielki książę Badenii (ur. 1790)
- 1 maja – Jan Bonnard, francuski misjonarz, męczennik, święty katolicki (ur. 1824)
- 6 lipca – Franciszek Pawłowski, biskup płocki (ur. 1774)
- 28 sierpnia – Feliks Jan Bentkowski, polski historyk literatury, bibliograf (ur. 1781)
- 19 września – Emilia de Rodat, francuska zakonnica, święta katolicka (ur. 1787)
- 20 września – Józef Czarnota, austriacki inżynier górniczo-hutniczy i mineralog polskiego pochodzenia (ur. 1818)
- 26 października – Vincenzo Gioberti, polityk, filozof i teolog włoski (ur. 1801)
- 18 listopada – Róża Filipina Duchesne, francuska zakonnica, święta katolicka (ur. 1769)
- 27 listopada – Ada Lovelace, angielska matematyczka i informatyczka (ur. 1815)
- Data dzienna nieznana:
  - Julian Goslar, polski działacz rewolucyjny (ur. 1820)

## Zdarzenia astronomiczne
- W tym roku Słońce osiągnęło lokalne maksimum aktywności.

## Święta ruchome
- Tłusty czwartek: 19 lutego
- Ostatki: 24 lutego
- Popielec: 25 lutego
- Niedziela Palmowa: 4 kwietnia
- Wielki Czwartek: 8 kwietnia
- Wielki Piątek: 9 kwietnia
- Wielka Sobota: 10 kwietnia
- Wielkanoc: 11 kwietnia
- Poniedziałek Wielkanocny: 12 kwietnia
- Wniebowstąpienie Pańskie: 20 maja
- Zesłanie Ducha Świętego: 30 maja
- Boże Ciało: 10 czerwca